# Железничка станица Шабац
Железничка станица Шабац је железничка станица у Шапцу са богатом историјом кроз више од једног столећа.

## Историја
На крају 19. века јавила се идеја да људи брже путују до важнијих места, у овом случају Бање Ковиљаче, која је била значајно лечилиште у Краљевини Србији. Стога је одлучено да се гради пруга.

### Изградња пруге и историјат до 1941.
Изградња пруге од Шапца до Бање Ковиљаче ширине колосека 0,76 метара и дужине 54 km је започета 28. августа 1906. године, на стоту годишњицу Боја на Мишару полагањем камена темељца железничке станице Шабац. Финансијер радова био је Подрински округ који је и основао Подринску окружну железницу (ПОЖ). Пруга је пуштена у саобраћај 18. јула 1910. године. Воз се пругом кретао брзином од 20 km на час и превозио је путнике и стоку.
Након ослобођења Шапца у Првом светском рату, 11. новембра 1918. године, одмах је обновљен саобраћај Подринске окружне железнице. На линији Шабац—Бања Ковиљача привремени саобраћај је успостављен 16. новембра 1918. године, а редован свакодневни из оба правца тек 15. маја 1920. године.
Године 1929. након формирања Дринске бановине, Подринска окружна железница мења назив у Железница Дринске бановине (ЖДБ).

### Премошћавање Саве
Иницијатива о премошћавању Саве код Шапца и спајању Срема и Мачве испољила се године након уједињења у Краљевину Срба Хрвата и Словенаца, те је 1919. године поднет и захтев грађана Шапца за изградњу друмско-железничког моста. Пројекат моста је израђен 1922. године, а изградња је започела наредне године, да би био пуштен друмски саобраћај преко моста између Кленка и Шапца 15. јула 1932. године.
Железнички крак нормалног колосека преко моста до железничке станице Шабац је постављен тек 31. маја 1934. године, када је мост и освештан. Дана 3. јуна исте године преко моста прелази први шетни воз, а одмах након њега и дворски воз који довози у Шабац краљ Југославије Александара I Карађорђевића који је отворио редовни саобраћај на прузи Шабац—Рума. На прузи нормалног колосека од Руме до Шапца саобраћај су обављала Југословенске државне железнице (ЈДЖ) поред Железница Дринске бановине које су обављале саобраћај на својој прузи узаног колосека. Тако је са ове станице први пут успостављен воз ка Руми, до које се раније путовало паробродом "Мачва" па на старију деоницу пруге од Кленка.

### Станица данас
Данас је станица и даље у функцији, а у мају 2023. године се налази у фази реконструкције. Са ње укупно иде 7 путничких полазака дневно (4 за Руму, 1 за Београд (што је дуго очекивана жеља житеља) и 2 за Мали Зворник). Ка Зворнику, тј. Лозници није постојала 13 година због лошег стања пруге, а сада до Лознице путује сат времена, а до Зворника још пола сата. До Београда никад није постојао директан воз, него је у Руми народ преседао откад постоји воз до Руме. Сада људи директно могу возом који путује 1 сат и 50 минута. Станица је део пруге Рума-Зворник.